# ФАП 2026
ФАП 2026 — югославский крупнотоннажный грузовой автомобиль производства автозавода ФАП. Выпускался серийно с 1978 по 1990 год.

## История
В 1965 году транспортным отделом министерства безопасности Югославии была создана рабочая группа для оценки и анализа состояния транспортного парка вооружённых сил Югославской народной армии. Результатом работ, проводимых с 1965 по 1966 год, стало изучение небоевых транспортных средств ЮНА. В исследовании был сделан вывод о состоянии военного транспорта в Югославии — было определено, что подвижной состав состоит из 129 марок и 320 различных классов автомобилей. Таким образом, были выявлены приоритетные направления развития транспортного парка страны.
В соответствии с планом модернизации техники заводом ФАП при содействии Военно-технического института Белграда было разработано несколько моделей грузовиков, в том числе грузовик ФАП 2220. Созданный в конце семидесятых годов ФАП 2026 стал дальнейшим развитием модели ФАП 2220 при том, что некоторые технические решения были взяты ФАПом у грузовика Mercedes-Benz NG, в том числе кабина и 8-цилиндровый двигатель OM 402.
В 1978 году грузовик ФАП 2026 был взят на вооружение народной армией Югославии. Массовое производство грузовиков велось с 1978 по 1990 год. Небольшими партиями грузовик выпускался и во время распада Югославии вплоть до конца 90-х годов, после чего был заменён на следующую модель — ФАП 2028.